# Chołmok (przystanek kolejowy)
Chołmok (ukr. Холмок, cz. Homok) – przystanek kolejowy w miejscowości Chołmok, w rejonie użhorodzkim, w obwodzie zakarpackim, na Ukrainie. Położony jest na linii Sambor – Czop.

## Historia
Przystanek istniał przed II wojną światową. W okresie przynależności tych okolic do Czechosłowacji nosił nazwę Homok.